# Cesta (roman)
Cesta je post-apokaliptični roman kojeg je 2006. napisao američki pisac Cormac McCarthy. 
Radnja se zbiva u svijetu pogođenom neimenovanom ekološkom katastrofom koja je bacila Zemlju u vječnu zimu i uništila gotovo cijeli život i većinu stanovnika. Pritisnute očajem, grupe preživjelih gube svaki trag čovječnosti i svijetom počinje dominirati divljaštvo, kanibalizam i surova borba za opstanak. U tom svijetu beznađa, otac i njegov desetogodišnji sin pokušavaju sačuvati goli život, ali i ljudskost i ljubav prema bližnjem. 
Roman je postigao velik uspjeh i kod publike i kod kritike, a nagrađen je Pulitzerovom nagradom za književno djelo 2007. i James Tait Black Memorial nagradom za književnost 2006.

## Radnja
Glavni likovi, neimenovani otac i sin, putuju cestom prema jugu u katastrofom devastiranoj Americi u očajničkom pokušaju da izbjegnu sve jačoj hladnoći. Sve što imaju, nešto limenih konzervi s hranom, rezervne odjeće i vunenih pokrivača, voze u trošnim kolicima od supermarketa. Zemlju je naime pogodila ekološka katastrofa, koja je izazvala globalne požare, a ogromne količine oslobođenog pepela već deset godina sakrivaju sunčevu svjetlost. Planeta je pala u vječnu zimu, tlo je prekriveno snijegom izmiješanim pepelom koji gotovo uvijek pada. Nedostatak svjetlosti je uništio sav biljni, potom i životinjski svijet. Većina je ljudi umrla od gladi i bolesti, a preživjeli su zapali u stanje divljaštva i surove borbe za opstanak, pošto su jedini preostali izvori hrane limene konzerve ili kanibalizam.
Tijekom njihovog putovanja otac i sin provode dane u potrazi za hranom, pokušajem da se zaklone od zime tijekom noći i u stalnom strahu od susreta s drugim ljudima koji su u većini slučajeva postali opasni. Otac nosi sa sobom revolver sa samo dva metka, a potom samo jedan, nakon što ubija jednog nasilnika, koji ih je napao nožem. Uči dječaka da iskoristi jedini preostali metak tako da počini samoubojstvo ako padne u ruke ljudoždera. Dječakova je majka, izgubivši svaku nadu, napustila muža i sina već prvu godinu nakon katastrofe, jer nije mogla podnijeti misao da budu uhvaćeni od hordi ljudoždera koji su harali opljačkanim gradovima i da vidi smrt vlastitog djeteta. 
U neizmjernoj ljubavi prema vlastitom sinu, otac čini nadljudske napore da zaštiti dijete od strahota koje susreću, izlažući se često velikim opasnostima. U tom svijetu beznađa, otac tješi sina da su oni ti koji su sačuvali dobrotu i čovječnost, oni koji u sebi "nose vatru". S vremenom otac vidi u svom sinu jedinu nadu u ovom svijetu očaja. Pred kraj romana otac obolijeva i shvaća da mu se bliži kraj, ali pokušava sakriti od svog sina da je na izmaku snaga kako bi u dječaku sačuvao nadu. Dječakova nada u bolju budućnost koja ih očekuje i očajnički pokušaj da zaštiti život svog sina daju snagu ocu da se bori za život do kraja. U zadnjim trenucima života, otac se ispričava djetetu što nije izdržao, i umire mu u rukama. Dječak u plaču ostaje bdjeti tri dana nad očevim tijelom. Nalazi ga na kraju čovjek sa svojom obitelji koji ga poziva da im se pridruži. Dječak naposljetku prihvaća otići s njima, nakon što je u njima osjetio onu iskru ljudskosti i ljubavi, koju je osjećao kod oca.

## Filmska adaptacija
Na bazi McCarthyjevog romana, učinjena je istoimena filmska adaptacija u režiji Johna Hillcoata, dok je scenografiju napisao Joe Penhall. Film je prvi put prikazan u SAD 25. studenog 2009. Glavnu ulogu oca i sina glume Viggo Mortensen i Kodi Smit-McPhee.